# Luganskoje (Saratow)
Luganskoje (russisch Луганское), auch früher bekannt als Beideck (russisch Бейдек oder Байдек) oder Talowka (russisch Таловка), ist ein Dorf in der Oblast Saratow in Russland und eine ehemalige Siedlung der Wolgadeutschen.

## Geographie
Luganskoje liegt an der Fernstraße R228, rund 60 km von der Stadt Saratow und rund 20 km vom Sitz des Rajons, Krasnoarmeisk, entfernt. Zudem ist das Dorf rund 8 km von der Wolga entfernt.

## Geschichte

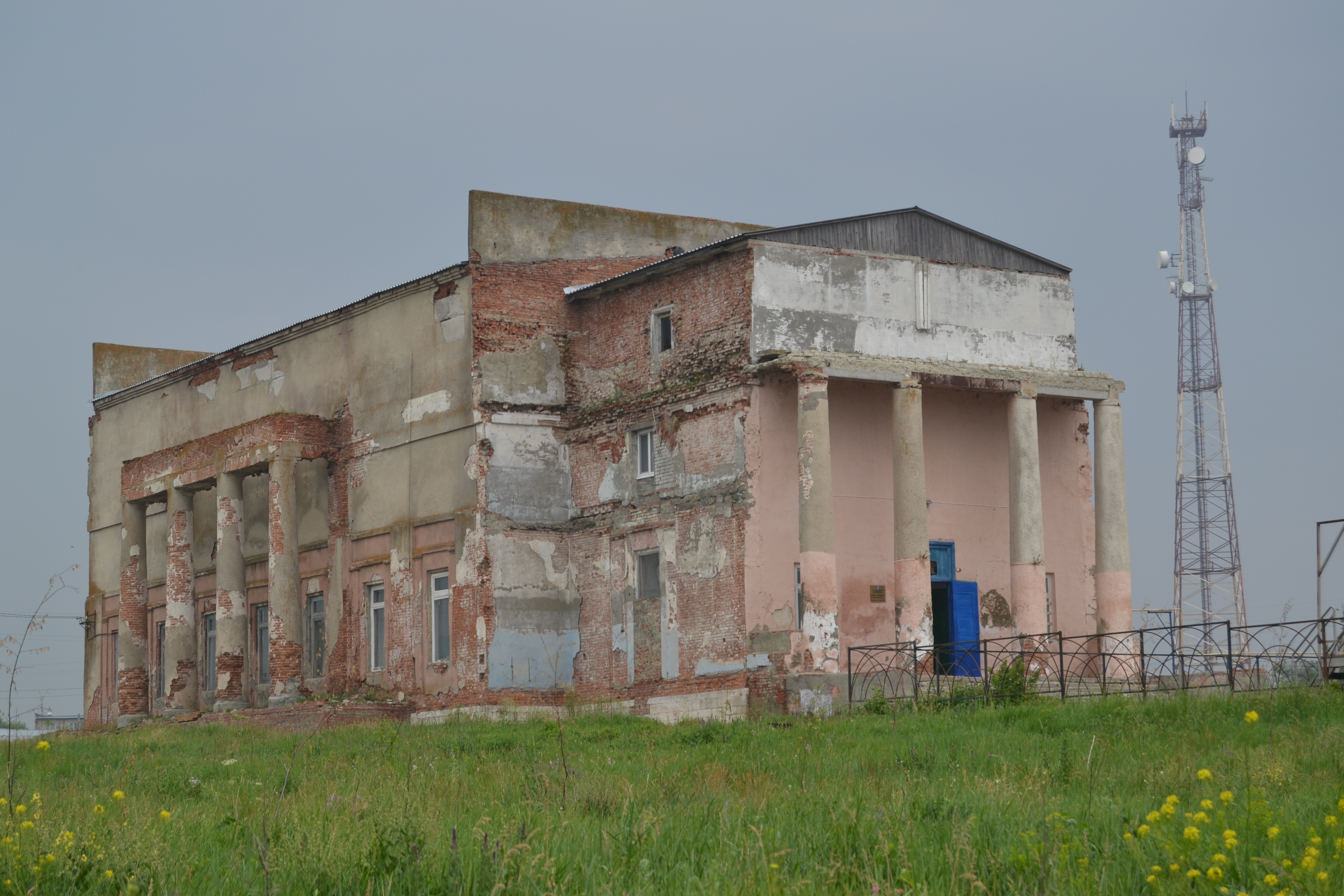
Die ehemalige Kirche von Luganskoje. Dieses Gebäude wird heute als Gemeinschaftsbibliothek benutzt.

### Dorfentwicklung
Das Dorf wurde am 10. August 1764 unter dem Namen „Beideck“ als eine lutheranische Kolonie von über 70 Familien aus dem Umfeld der Städte Neu-Isenburg, Darmstadt und Hanau gegründet. Die Kolonie wurde nach ihrem ersten Anführer benannt. Per Dekret erhielt das Dorf am 26. Februar 1768 den russischen Beinamen „Talowka“.
Mitte des 19. Jahrhunderts gründeten die Bewohner von Beideck zwei Tochterkolonien, Hoffental und Neu-Beideck. Hoffental wurde 1859 am linken Ufer des Flusses Jeruslan gegründet, während Neu-Beideck 1858 neben der Kolonie Gnadenfeld, heute bekannt als Kirowo (russisch Кирово), gegründet wurde. Während heutzutage die Kolonie Hoffental als Schdanowka (russisch Ждановка) bekannt ist, existiert die Kolonie Neu-Beideck heutzutage nicht mehr.
Von 1885 bis 1915 wurde in Beideck das Magazin Der Friedensbote (früher bekannt als Der Volksbote) vom Pastor Hugo Günther produziert. In der Zwischenzeit gründete der Pastor auch das Altenheim „Bethanija“ in 1891 und das Waisenhaus „Nazareth“ in 1895.
Nach der Deportation der Wolgadeutschen im Jahre 1941 siedelten sich evakuierte Ukrainer im Dorf an. Daraufhin wurde das Dorf offiziell in „Luganskoje“ umbenannt. Dieser Name basiert auf den Namen der ukrainischen Stadt Luhansk.

### Bevölkerungsentwicklung
| Jahr      | 1769 | 1773 | 1788 | 1798 | 1816 | 1834  | 1850  | 1857  | 1859  | 1886  | 1891  | 1894  | 1897  | 1904  | 1910  | 1912  | 1920  | 1922  | 1923  | 1926  | 1931  | 2020  |
| --------- | ---- | ---- | ---- | ---- | ---- | ----- | ----- | ----- | ----- | ----- | ----- | ----- | ----- | ----- | ----- | ----- | ----- | ----- | ----- | ----- | ----- | ----- |
| Einwohner | 298  | 360  | 519  | 581  | 942  | 1.574 | 2.471 | 3.112 | 3.210 | 4.117 | 5.809 | 5.797 | 3.890 | 6.428 | 7.519 | 7.054 | 4.338 | 3.906 | 3.668 | 4.210 | 4.307 | 1.830 |